# Тёмный мститель (фильм)
«Тёмный мститель» (англ. The Dark Avenger) — британский исторический приключенческий фильм 1955 года, снятый режиссёром Генри Левиным.

## Сюжет
1359 год. Столетняя война. Англия отвоёвывает у Франции Аквитанию. Французские дворяне неохотно принимают власть англичан. Король Эдуард III, обеспокоенный мятежными настроениями французских дворян, несогласными с перемирием, подписанным королём Иоанном II, возвращается в Англию и возлагает правление Аквитании на плечи своего сына — принца Эдуарда. После пленения короля Иоанна II англичанами страной правит дофин и командующий войсками — военачальник Бертран дю Геклен. Мятежные французские дворяне во главе с графом де Виллем, не желавшие принимать власть завоевателей, похищают прибывшую из Англии вдову Томаса Холланда — леди Джоанну и её двух малолетних детей — Томаса и Джона. С целью устранения принца Эдуарда французы выманивают молодого правителя из замка и устраивают его отряду засаду…

## В ролях
- Эррол Флинн — принц Эдуард
- Джоан Дрю — леди Джоанна Холланд
- Питер Финч — граф де Вилль
- Ивонн Фюрно — Мари
- Патрик Холт — сэр Эллис
- Майкл Хордерн — Эдуард III
- Молтри Келсалл — сэр Брюс
- Роберт Уркварт — сэр Филип
- Ноэль Уиллман — дю Геклен
- Фанни Роу — Женевьева
- Аластер Хартер — Либо
- Руперт Дэвис — сэр Джон
- Юэн Солон — Д’Эстелль
- Винсент Винтер — Джон Холланд
- Ричард О’Салливан — Томас Холланд
- Джек Ламберт — Дюбуа
- Джон Уэлш — Гурд
- Гарольд Каслет — Арно
- Лесли Линдер — Франсуа Ле Клерк
- Роберт Браун — первый французский рыцарь
- Джон Филлипс — второй французский рыцарь

В титрах не указаны
- Иэн Баннен — французский рыцарь
- Уолтер Готелл — французский охранник замка
- Кристофер Ли — капитан французского патруля в таверне
- Патрик Макгуэн — английский солдат

## Съёмочная группа
- Режиссёр: Генри Левин
- Продюсер: Уолтер Мириш
- Сценарист: Дэниел Б. Уллман
- Оператор: Гай Грин
- Композитор: Седрик Торп Дэви